# Pytálovo
Pytálovo (ruso: Пыта́лово) es una ciudad de Rusia, capital del raión homónimo en la óblast de Pskov.
En 2021, la ciudad tenía una población de 5392 habitantes.
Se ubica a medio camino entre Ostrov y Rēzekne, entre la carretera E262 y la frontera con Letonia. Al noroeste de la localidad sale un camino que lleva a la villa letona de Viļaka, situada a unos 15 km.

## Historia
Era en su origen una pequeña aldea, cuya existencia se conoce desde el siglo XVIII. Se desarrolló como poblado ferroviario a finales del siglo XIX, cuando se abrió aquí una estación del ferrocarril de San Petersburgo a Varsovia. En 1920, tras finalizar la Primera Guerra Mundial, el asentamiento pasó a formar parte de la recién creada Letonia, que en 1925 estableció aquí la capital del distrito (apriņķis) de Abrene, dando a la localidad el topónimo de "Jaunlatgale". El gobierno letón le dio estatus urbano en 1933 y a partir de 1938 pasó a llamarse "Abrene" como su distrito.
Tras la anexión de Letonia a la Unión Soviética en 1940, siguió siendo una ciudad de la RSS de Letonia hasta 1945, cuando los soviéticos incluyeron el área en la óblast de Pskov. Tras la disolución de la Unión Soviética, Pytálovo y sus alrededores fueron reclamados por Letonia, hasta que el país renunció al territorio en un tratado en 2007, debido a la escasez de letones étnicos en la zona.